# Ternstroemia nitida
Ternstroemia nitida är en tvåhjärtbladig växtart som beskrevs av Elmer Drew Merrill. Ternstroemia nitida ingår i släktet Ternstroemia och familjen Pentaphylacaceae. Inga underarter finns listade i Catalogue of Life.